# Liste albanischer Grenzübergänge

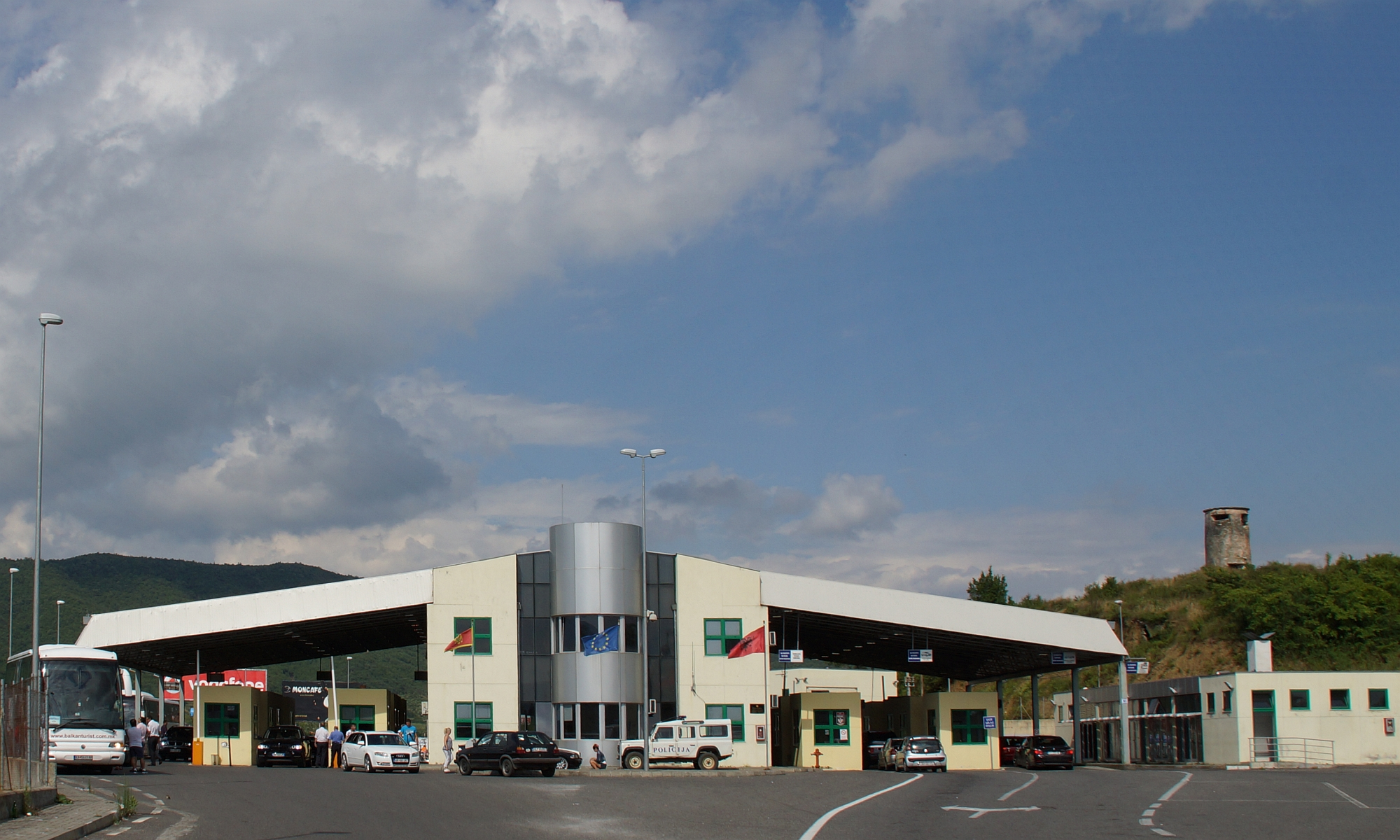
Grenzübergang zwischen Montenegro und Albanien bei Muriqan nahe Shkodra

Dies ist eine Liste albanischer Grenzübergänge.
Der grenzüberschreitende Verkehr sieht an den Grenzen zu den fünf Nachbarstaaten Albaniens teils sehr unterschiedlich aus: Von und nach Montenegro dominiert der Güterverkehr auf Straße und Schiene. Richtung Kosovo haben seit dem Bau der A1 der Personen- und Güterverkehr etwa die gleiche Bedeutung gewonnen. Nach Nordmazedonien ist der grenzüberschreitende Verkehr eher gemäßigt. Von und nach Griechenland dominiert im Sommer der Personenverkehr, wenn die albanischen Emigranten zum Urlaub in die Heimat zurückkehren, während sonst im Jahr der Güterverkehr überwiegt. Richtung Italien spielen Schiffs- und Flugverkehr eine große Rolle, vor allem für den Gütertransport. 

## Liste der Grenzübergänge

### Montenegro

Montenegro

| Grenzübergang   | Ort im Nachbarstaat | Art des Übergangs                                    | Lage/Verbindung       | Meter über Adria | Koordinaten                    |
| --------------- | ------------------- | ---------------------------------------------------- | --------------------- | ---------------- | ------------------------------ |
| Muriqan         | Sukobin             | SH41                                                 | Shkodra mit Ulcinj    | 9                | 42° 1′ 2″ N, 19° 22′ 23″ O     |
| Han i Hotit     | Tuzi                | SH1 und Bahnstrecke Podgorica–Shkodra; Hauptübergang | Shkodra mit Podgorica | 15               | 42° 19′ 49″ N, 19° 25′ 13″ O   |
| Vermosh         | Gusinje             | SH20                                                 | Kelmend mit Plav      | 955              | 42° 35′ 1″ N, 19° 46′ 30″ O    |
| Grabom (Tamara) | Podgorica           | SH20                                                 | Kelmend mit Podgorica | 160              | 42° 25′ 28,7″ N, 19° 29′ 31″ O |

### Kosovo
Einige der Grenzübergänge werden gemeinsam betrieben.

Kosovo

| Grenzübergang  | Ort im Nachbarstaat | Art des Übergangs       | Lage/Verbindung                                                     | Meter über Adria | Koordinaten                     |
| -------------- | ------------------- | ----------------------- | ------------------------------------------------------------------- | ---------------- | ------------------------------- |
| Qafa e Morinës | Gjakova             | SH22                    | Tropoja mit Gjakova                                                 | 565              | 42° 24′ 45″ N, 20° 13′ 19″ O    |
| Qafë Prush     | Gjakova             | SH23                    | Has mit Gjakova                                                     | 646              | 42° 18′ 6″ N, 20° 22′ 58″ O     |
| Morina         | Vërmica             | SH5; Hauptübergang      | Grenzübergang Morina/Vërmica an der Strecke Kukës nach Prizren      | 325              | 42° 9′ 21″ N, 20° 32′ 48″ O     |
| Orgjast        | Orçusha             | nur Fußgänger und Tiere | lokaler Grenzübergang zwischen den Gemeinden Shishtavec und Dragash | 950              | 42° 2′ 15″ N, 20° 35′ 44″ O     |
| Borja          | Glloboçica          | nur Lokalverkehr        | lokaler Grenzübergang zwischen den Gemeinden Shishtavec und Dragash | 1350             | 42° 0′ 36,5″ N, 20° 36′ 14,5″ O |
| Shishtavec     | Krusheva            | SH26                    | lokaler Grenzübergang zwischen den Gemeinden Shishtavec und Dragash | 1406             | 41° 59′ 30″ N, 20° 36′ 31″ O    |

### Nordmazedonien

Nordmazedonien

| Grenzübergang | Ort im Nachbarstaat | Art des Übergangs  | Lage/Verbindung                                                        | Meter über Adria | Koordinaten                  |
| ------------- | ------------------- | ------------------ | ---------------------------------------------------------------------- | ---------------- | ---------------------------- |
| Bllata        | Debar               | SH44               | Dibra / Peshkopia über Maqellara mit Debar                             | 582              | 41° 33′ 38″ N, 20° 29′ 37″ O |
| Trebisht      | Džepište            | Ortsstraße         | Dibra: lokaler Grenzübergang zwischen den Orten Ostren und Centar Župa | 754              | 41° 26′ 3″ N, 20° 32′ 24″ O  |
| Qafë Thana    | Struga              | SH9; Hauptübergang | Elbasan und Ohrid                                                      | 998              | 41° 5′ 24″ N, 20° 36′ 27″ O  |
| Tushemisht    | Sveti Naum          | SH64               | Pogradec und Ohrid                                                     | 699              | 40° 54′ 41″ N, 20° 43′ 55″ O |
| Gorica        | Stenje              | SH79               | Prespa / Korça über Pustec mit Resen und Bitola                        | 942              | 40° 55′ 3″ N, 20° 53′ 59″ O  |

### Griechenland

Griechenland

| Grenzübergang | Ort im Nachbarstaat | Art des Übergangs  | Lage/Verbindung                                                    | Meter über Adria | Koordinaten                  |
| ------------- | ------------------- | ------------------ | ------------------------------------------------------------------ | ---------------- | ---------------------------- |
| Kapshtica     | Krystallopigi       | SH3; Hauptübergang | Korça über Bilisht mit Kastoria                                    | 1048             | 40° 37′ 23″ N, 21° 3′ 20″ O  |
| Tre Urat      | Melissopetra        | SH80               | Përmet mit Konitsa                                                 | 351              | 40° 4′ 30″ N, 20° 36′ 18″ O  |
| Sopik         | Drymades            | Ortsstraße         | lokaler Grenzübergang zwischen den Gemeinden Zagoria und Pogoni    | 1059             | 40° 3′ 59″ N, 20° 26′ 0″ O   |
| Kakavija      | Ktismata            | SH4                | Gjirokastra mit Ioannina                                           | 325              | 39° 54′ 45″ N, 20° 21′ 32″ O |
| Rips          | Ampelonas           | Ortsstraße         | lokaler Grenzübergang zwischen den Gemeinden Livadhja und Filiates | 212              | 39° 45′ 22″ N, 20° 17′ 49″ O |
| Janjar        | Palampas            | Ortsstraße         | lokaler Grenzübergang zwischen Gemeinden Markat und Filiates       | 378              | 39° 41′ 46″ N, 20° 16′ 18″ O |
| Qafë Bota     | Sagiada             | SH97               | Saranda über Konispol mit Sagiada und Igoumenitsa                  | 137              | 39° 39′ 11″ N, 20° 9′ 33″ O  |

## Flughäfen
Grenzkontrollen an internationalen Flughäfen:
- Flughafen Tirana
- Flughafen Kukës

## Seehäfen
Ports of Entry sind die folgenden internationalen Seehäfen:
- Hafen Durrës
- Marina Orikum
- Hafen Saranda
- Hafen Shëngjin
- Hafen Vlora